# 新潟県道196号川口岩沢線
新潟県道196号川口岩沢線（にいがたけんどう196ごう かわぐちいわさわせん）は、新潟県長岡市から同県小千谷市に至る一般県道である。

## 概要

### 路線データ
- 起点：新潟県長岡市東川口字前島（国道17号・新潟県道71号小千谷川口大和線交点）
- 終点：新潟県小千谷市大字岩沢字村下（国道117号・新潟県道58号小千谷大和線交点）

### 歴史
- 1970年（昭和45年）1月22日 - 小千谷市川井地内で地すべりが発生、並行する飯山線の高場山トンネルとともに信濃川に崩落した。地形の変状は事前に察知され、通行止の措置が取られていたため人的被害なし[1]。

## 通過する自治体
- 新潟県
  - 長岡市 - 小千谷市

## 接続する道路
- （起点：長岡市東川口字前島、「セブン-イレブン中越川口店」前）
- 新潟県道71号小千谷川口大和線（起点 - 川口町役場前交差点 - 川口交差点 - 西川口交差点 - 長岡市西川口（「川口中学校」西方） - 長岡市西川口（「カスタムショップホシノ」北東） - 小千谷市大字川井字内ヶ巻で重複）
- 国道17号（三国街道）（起点 - 川口町役場前交差点 - 川口交差点で重複）
- 新潟県道197号向山越後川口停車場線（川口町役場前交差点 - 川口交差点 - 西川口交差点 - 長岡市西川口（「川口中学校」西方） - 長岡市西川口（「カスタムショップホシノ」北東）で重複）
- 新潟県道557号西川口和南津線（西川口交差点）（「県道71号」・「県道197号」重複区間）
- 新潟県道83号川口塩殿線（長岡市西川口、「川口中学校」西方）（「県道71号」・「県道197号」重複区間）
- 新潟県道58号小千谷大和線（小千谷市大字川井 - 岩沢交差点（終点）で重複）
- 国道117号（終点：岩沢交差点）

## 周辺
- JR上越線
  - 越後川口駅
- JR飯山線
  - 越後川口駅 - 内ケ巻駅 - 越後岩沢駅
- 関越自動車道 越後川口IC/SA
- 長岡市役所 川口支所（旧・川口町役場）
- 長岡市立川口中学校
- 長岡市立川口小学校
- 小千谷市立川井小学校
- 小千谷市立岩沢小学校
- 川口郵便局（長岡市）
- 川井郵便局（小千谷市）
- 岩沢郵便局（小千谷市）
- 信越工業 本社
- 魚野川
- 信濃川